# Franz Hermann Reinhold von Frank
Pour les articles homonymes, voir Reinhold et Frank.
Franz Hermann Reinhold von Frank (2 mai 1827 – 7 février 1894) est un théologien allemand né à Altenbourg. Il est une figure importante dans l'"école d'Erlangen" du mouvement allemand du Néo-luthéranisme et un spécialiste de la théologie dogmatique.

## Biographie
En 1850, il obtient son doctorat à l'Université de Leipzig, où il est un disciple de Christoph Gottlieb von Harless. Par la suite, il travaille en tant que vice-recteur à Ratzebourg et, en 1853, commence à donner des cours au Gymnasium à Altenbourg. En 1857, il est nommé professeur d'histoire de l'église et de Théologie systématique à l'Université d'Erlangen. Il est mort à Erlangen.

## Ouvrages
- System der christlichen Gewissheit, 1870-1873 (2 volumes) – Système de certitude Chrétienne.
- System der christlichen Wahrheit, 1878-1880 (2 volumes) – Système de la vérité Chrétienne.
- System der christlichen Sittlichkeit, 1884-1887 (2 volumes) – Système de la morale Chrétienne.
- Über die kirchliche Bedeutung der Theologie A. Ritschl: Conferenzvortrag, 1888 – Sur l'importance ecclésiastique de la théologie de Albrecht Ritschl,.
- Zur Theologie A. Ritschl (troisième édition, 1891) – Sur la théologie de Albrecht Ritschl.
- Dogmatische Studien, 1892 – Études Dogmatique.
- Geschichte und Kritik der neueren Theologie insbesondere der systematischen, seit de Schleiermacher, 1898 – Histoire et critique de la théologie moderne : en particulier, la systématique, depuis Friedrich Schleiermacher.